# Hugh Allan

Finis fidei salus animarum

Hugh David Renwick Turnbull Allan (Hatfield, 3 agosto 1976) è un abate e presbitero inglese.

## Biografia
Padre Hugh David Renwick Turnbull Allan è nato a Hatfield, in Inghilterra, da una famiglia originaria della città scozzese di Auchtermuchty. Cresciuto nella Libera Presbiteriana Chiesa di Scozia, si è convertito al cattolicesimo all'età di 19 anni. Ha studiato per diventare insegnante presso la St. Mary's University a Twickenham.
Terminati gli studi universitari è entrato nell'ordine dei Canonici regolari premostratensi. Dopo il noviziato, è stato inviato a studiare alla St Benet's Hall dell'Università di Oxford.
Il 27 ottobre 2001 ha emesso la professione solenne e il 22 novembre dell'anno successivo è stato ordinato presbitero dal vescovo di Salford Terence Brain. Dopo l'ordinazione, ha lavorato come cappellano a tempo pieno a Manchester. Nel 2004 è stato nominato parroco di Gorton, un quartiere di Manchester. Nel 2006, a soli 29 anni, è stato nominato superiore della comunità norbertina di Manchester. All'epoca era il più giovane superiore religioso cattolico del mondo. Nel 2008 il suo ordine ha aperto un nuovo priorato a Chelmsford dedicato a Nostra Signora dei Dolori e San Filippo Benizi e padre Allan è diventato suo superiore. Allo stesso tempo, è stato nominato parroco di Chelmsford. Più tardi è diventato decano per il Mid-Essex.
Il 29 settembre 2016 il cardinale Fernando Filoni, prefetto della Congregazione per l'evangelizzazione dei popoli, lo ha nominato amministratore apostolico delle Isole Falkland o Malvine e superiore ecclesiastico di Sant'Elena, Ascensione e Tristan da Cunha per un periodo di cinque anni. In riconoscimento di questo incarico ecclesiastico, padre Thomas Handgrätinger, abate generale del suo ordine, lo ha nominato abate titolare di Beeleigh. Ha preso possesso del suo ufficio l'8 dicembre successivo.
Nel settembre del 2018 ha compiuto la visita ad limina.
Il 18 luglio 2024 ha lasciato gli incarichi di amministratore apostolico delle Isole Falkland o Malvine e superiore ecclesiastico di Sant'Elena, Ascensione e Tristan da Cunha al presbitero rosminiano Tom Thomas Pattasseril.

## Araldica
| Stemma | Titolare | Blasonatura |
| ------ | --- | --- |
|        | Hugh Allan Abate titolare di Beeleigh, già amministratore apostolico delle Isole Falkland o Malvine e superiore ecclesiastico emerito di Sant'Elena, Ascensione e Tristan da Cunha | D'oro, al cuore di rosso trafitto da una spada d'argento, con l'elsa d'azzurro, posta in palo, cappato abbassato dello stesso, ai due gigli del primo. Motto: Finis fidei salus animarum (cfr. 1 Pietro 1,9) |